# ارل شروزبری
ارل شروزبری (انگلیسی: Earl of Shrewsbury) (‎/ˈʃroʊzbəri/‎) یک عنوان نجیب‌زادگی برای اشراف انگلستان است. این عنوان در دو دوره تاریخی ۱۰۷۴ میلادی به راجر ده مونتگومری و ۱۴۴۲ میلادی به جان تالبوت اهدا شده است.